# Ben Oxenbould
Benjamin Oxenbould (* 2. März 1969 in Adelaide, Australien) ist ein australischer Schauspieler und Comedian.

## Leben
Ben Oxenbould hatte schon als zehnjähriger Junge seinen ersten Filmauftritt in dem Streifen Fatty Finn, in dem er die Hauptrolle spielte. Bekannt wurde er aber erst durch die Sitcom Hey Dad!, in der er von 1991 bis 1994 ebenfalls in einer Hauptrolle zu sehen war.
Von 2003 bis 2006 trat er in der Sketchshow Comedy Inc. auf.
Oxenbould arbeitete auch als Sprecher für eine australische Verkehrssicherheits-Kampagne, wurde allerdings von seinen Aufgaben entbunden, nachdem er wegen zahlreicher Verkehrsverstöße mehrfach seinen Führerschein abgeben musste.
Seine Mutter Janice Oxenbould, sein Bruder Jamie Oxenbould und Neffe Ed Oxenbould sind ebenfalls als Schauspieler tätig.

## Filmografie (Auswahl)
- 1980: Fatty Finn
- 1989: Home and Away (Fernsehserie, zwei Episoden)
- 1989: Mortgage
- 1990: The Crossing
- 1989: Boys in the Island
- 1991–1994: Hey Dad! (Hey Dad..!, Fernsehserie, 115 Folgen)
- 1997: Der Köder (Wanted)
- 1998: Radiance
- 2003–2006: Comedy Inc. (Fernsehserie, 115 Folgen)
- 2004: Get Rich Quick
- 2007: Black Water
- 2008: Scorched (Fernsehfilm)
- 2009: The Cut (Fernsehserie, 6 Folgen)
- 2010: Wicked Love: The Maria Korp Story (Fernsehfilm)
- 2010: Caught Inside
- 2011: SLiDE (Fernsehserie, 4 Folgen)
- 2012: Rake (Fernsehserie, 1 Folge)
- 2012: Old School (Fernsehserie, 1 Folge)